# قناة اتصال

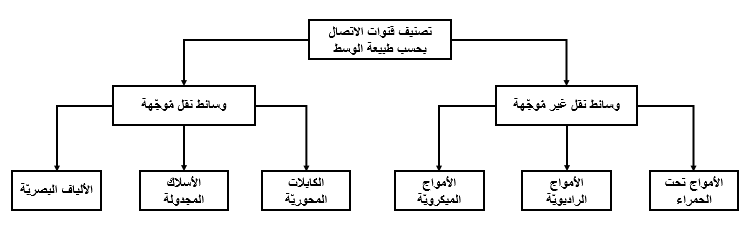
تصنيف قنوات الاتصال بحسب طبيعة وسط النقل.

في علم الاتصالات، قد يُشير مُصطلح قناة الاتصال (بالإنجليزية: Communication Channel)‏ إلى وسط النقل الفيزيائيّ كالأسلاك مثلاً، أو إلى اتصال ضمن وسط يحصل فيه إرسالٌ مُتعدد كقناة الاتصال الراديويّة أو قناة الاتصال في شبكات الحاسب. تستعمل القناة لنقل إشارة معلومات، كدفق من البتات، من طرف واحد أو أكثر، يُسمى المُرسل إلى طرف واحد أو أكثر يُسمّى المُستقبل. لكل قناة سعة لنقل المعلومات، وتُقاس هذه السعة بعرض نطاق القناة باستخدام واحدة الهرتز، أو بمعدل نقل المعطيات باستخدام واحدة البت في الثانية.
تحتاج المُعطيات إلى وسط فيزيائيّ لتنتقل من المصدر إلى الوجهة، يُسمى هذا الوسط قناة الاتصال، وهناك نوعين من أوساط النقل: الأوساط المُوجّهة (الكابلات المحوريّة والأسلاك المجدولة والأليّاف البصريّة) والأوساط غير المُوجّهة (الأمواج الميكرويّة والأمواج الراديويّة والأشعّة تحت الحمراء). تستخدم الكابلات المحوريّة والأسلاك المجدولة عناصر أو خلائط معدنية كوسطٍ ناقل، أمّا الأليّاف البصريّة فتصنع من الزجاج أو من البلاستيك.
في نظرية المعلومات، يُشير مُصطلح القناة إلى قناة نظريّة مع مُحددات خطأ مُعيّنة.

## تعاريف قناة الاتصال

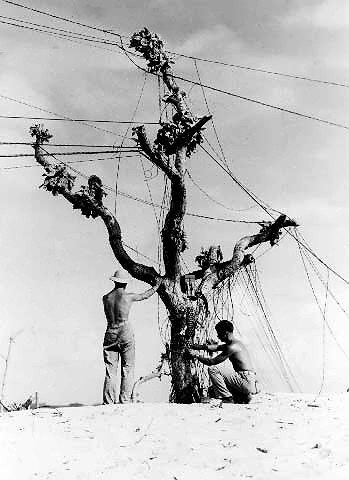
كابلات الهاتف هي شكل من أشكال قنوات الاتصال.

في مجال الاتصالات، يُستخدم تعبير قناة الاتصال للإشارة إلى عدّة مفاهيم. يُعتبر كل ما يلي تعريفاً لقناة الاتصال:
- وسط اتصال بين عقدة بداية عقدة نهاية عبر دارة كهربائية، ومن الأمثلة على ذلك الكابلات الهاتفيّة المُستخدمة في شبكات الهاتف العامّة.
- مسار فريد يتمّ تأمينه في وسط نقل من خلال:

1. فصل فيزيائي، كما في حالة عدد من الأسلاك أو الألياف المُتمايزة. ومن الأمثلة عنها حزمة الألياف البصريّة التي يشكل كل ليف فيها قناة اتصال مُستقلّة.
2. فصل اعتماداً على خواص الوسط، كما في حالة الإرسال المُتعدد (تقسيم التردد، تقسيم الزمن، تقسيم الترميز).

- مسار مُتمايز لإرسال الإشارات الكهربائيّة أو الكهرومغناطيسيّة ويشمل هذا:

1. جهاز لتخزين البيانات، ينقل المعلومات مكانيّاً أو زمانيّاً.
2. مسار في وسط تخزين، يمكن النفاذ إليه من أجل الكتابة والقراءة.
3. مخزن مُؤقّت، يمكن أن تُضاف البيانات إليه أو تُزال منه.[4]

- في الشبكات اللاسلكيّة، القناة هي مسار حقيقي أو وصلة افتراضيّة تربط بين مصدر المُعطيات وعقدة تجميع خاصة تُسمّى المصرف (Sink).
- حزمة أو زوج من الترددات الراديويّة، يُشار إليها برمز خاصّ يجمع أرقاماً وأحرفاً بشكلٍ مُميّز، ويتمّ منح هذه الحزمة بموجب اتفاقيات قانونيّة ناظمة، من الأمثلة على ذلك:

1. الحزمة الردايويّة البحريّة عالية التردد (بالإنجليزية: Marine VHF Radio)‏، وتمتد ضمن المجال التردديّ (156-174) ميغا هرتز، وتضمّ (88) قناة اتصال، وهي تستخدم على نطاق واسع في السفن الكبيرة والعبارات البحريّة.[5]
2. قنوات الراديو المُخصصة لبث التوقعات الجويّة في الولايات المتحدة الأميركية، وهي سبع قنوات راديويّة تمتد كل منها على مجالٍ تردديّ هو (100) ميغا هرتز مع حزم حماية فاصلة هي (25) ميغا هرتز بين كل قناتين.[6]
3. القنوات التلفزيونية، وتحدد اللجنة القومية لنظام التلفزيون مُحددات القنوات التلفزيونيّة كعرض نطاق القناة التردديّة وكيفيّة استعمال الطيف الترددي.[7]
4. قنوات الشبكات المحليّة اللاسلكية، وتمتد على ثلاث مجالات ترددية مُحددة من قبل هيئة الاتصالات الفيدراليّة، هي المجالات (902-928) و(2400-2483.5) و(5725-5850) ميغا هرتز.[8]

إنّ جميع المفاهيم السابقة تتشارك في خاصية نقل المعلومات، يتم ترميز المعلومات على شكل إشارات تنتقل في هذه القنوات.

## نمذجة قناة الاتصالات

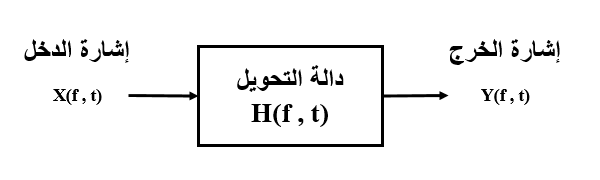
نموذج قناة الاتصالات.

يُمكن نمذجّة قناة الاتصال من خلال حساب المُعاملات الفيزيائيّة التي تؤثّر على الإشارة المنقولة عبرها. على سبيل المثال، يمكن نمذجّة انتشار موجة في الهواء بين نقطتين من خلال حساب الانعكاسات الحاصلة على كل جسم في البيئة التي تنتشر فيها الإشارة، كما يُمكن إضافة بعض المُعاملات التي تمثل التداخُلات الحاصلة مع إشارات أخرى أو بسبب الضجيج أو التخميد (Fading) الحاصل للإشارة أثناء انتشارها في الوسط.
إحصائياً، يتمّ نمذجّة القناة بواسطة دالة تحويل تابعة للزمن (t) ولتردد الإشارة (f) التي تعبر القناة، تربط هذه الدالة بين دخل القناة (X) الذي يُمثّل بدالة تابعة للزمن ولتردد وخرجها (Y) الذي يُمثّل بدالة تتبع الزمن ولتردد أيضاً، وترتبط دالة التحويل بخواص الوسط نفسه، وتمثّل عوامل التغيير الحاصلة للإشارة. ويُمكن التعبير عن هذه العلاقة بالمُعادلة التالية:
{\displaystyle Y(f.t)=H(f,t).X(f,t)}
بحسب نظريّة المعلومات، فإنّ أبسط نموذج لقناة الاتصال هو قناة الاتصال عديمة الذاكرة (Memory-less). في هذه القناة، وفي أي لحظة زمنية، فإن خرج القناة لا يرتبط إلا بدخلها فقط.
تكون نماذج قنوات الاتصال إماّ نماذج مُستمرة بالنسبة للزمن أو نماذج مُتقطعة بالنسبة للزمن. عمليّاً، تنقل ذات النماذج القنوات المستمرة مع الزمن الإشارات التشابهيّة أما ذات النماذج المُتقطعة فتنقل الإشارات الرقميّة.

### نماذج القناة الرقميّة
في نموذج القناة الرقمية، يجري نمذجة الرسالة المُرسلة على شكل إشارة رقميّة بحسب أحد بروتوكولات الاتصالات. يجب أن يشمل النموذج مُحددات قياس الأداء كمعدل النقل، ومعدل الخطأ والتأخير وتأرجح التأخير وغيرها. من الأمثلة عن نماذج القناة الرقميّة:
- القناة الثنائيّة المُتناظرة (Binary Symmetric Channel BSC)، وهي قناة مُتقطّعة عديمة الذاكرة مع قيمة مُحددة لاحتمال الخطأ.[14]
- القناة الثنائيّة ذات الضجيج الرشقيّ (Binary Burst-Noise Channel)، وهي قناة مُتقطّعة ذات ذاكرة.[15]
- قناة المحو الثنائيّة، هي قناة متقطّعة مع احتمال مُحدد لخطأ البت.[16]
- قناة التفاوت العشوائي (Arbitrarily varying channel AVC)، وهي قناة متقطّعة ذات حالة وسلوك متغيران بشكلٍ عشوائي.[17]

### نماذج القناة التشابهيّة
قي نموذج القناة التشابهية، يتّم نمذجة الرسالة المرُسلة كإشارة تشابهيّة. قد يكون النموذج خطيّاً أو غير خطي، مستمراً أو متقطّعاً زمنياً، عديم الذاكرة أو بذاكرة. كما يغطي نموذج القناة التشابهية نطاق الترددات الخاص بالقناة، فقد يكون النموذج لقناة النطاق الأساسيّ (Baseband) أو لقناة عريضة الحزمة (Broadband)، أو لنطاق حزمة التمرير (Passband). تدرس بعض النماذج التفاوت الزمنيّ (Time Variance). من أهم النماذج الخاصّة بالقناة التشابهيّة:
- نماذج الضجيج:

1. نموذج القناة ذات الضجيج الجمعيّ الأبيض الغوصيّ (AWGN)،[22] وهو نموذج لقناة خطيّة مُستمرة زمنيّاً عديمة الذاكرة.
2. نموذج الضجيج الطوري.[23]

- نماذج التداخل الراديوي، مثل نموذج التداخل مع القناة المجاورة (Co-channel Interference)[24] أو نماذج التداخل بين الرموز (Inter-symbol interference).[25]
- نماذج التشوّه (Distortion)، ويشمل نماذج تشوّه الإشارة أثناء عبُورها للقناة،[26] وأيضاً نماذج التشوّه البينيّ (Inter-Modulation Distortion).[27]
- نماذج الاستجابة التردديّة، وتشمل نماذج التضعيف (Attenuation)[8] والإزاحة الطوريّة (Phase-shifting).[28]
- نماذج الانتشار (Propagation Model)، مثل نموذج أثر دوبلر[29] ونموذج تخميد رايلي (Rayleigh fading).[8]

## قياس أداء القناة
إنّ معرفة المواصفات التي تُحدد مدى جودة القناة هو عامل أساسي لنقل المُعطيات بشكلٍ فعالٍ عبر هذه القناة. بحسب نظريّة المعلومات، فإنّ مُعدل النقل في قناة الاتصال يتبع بشكل مباشر لنسبة الإشارة إلى الضجيج (SNR) في تلك القناة، فزيادة نسبة الضجيج تؤثّر بشكل مباشر على جودة النقل في القناة. إنّ حساب معاملات جودة الخدمة (QoS) الخاصّة بنظام الاتصالات، كزمن التأخير ومُعدّل الإنتاجيّة تساعد في قياس أداء القناة.
فيما يلي أهم المُحددات المُستعملة لقياس أداء قناة الاتصال، مع الواحدات المُعتبرة لكل منها وشرح بسيط عن معنى القيمة المقاسة.
| القيمة المُقاسة           | الواحدة                                   | الشرح |
| ------------------------ | ----------------------------------------- | --- |
| عرض نطاق الحزمة التردديّة | هرتز                                      | الفرق بين أدنى وأعلى تردد مُمكنين للإشارة التي تعبر القناة.                                                                                                 |
| مُعدّل الرمز               | البود                                     | عدد الرموز المرُسلة عبر القناة خلال ثانية واحدة من الزمن.                                                                                                   |
| مُعدّل الإنتاجيّة           | بت / ثانية أو رزمة / ثانية                | وهو عدد البتات أو الرزم المُرسلة بشكل سليم عبر قناة الاتصال خلال ثانية واحدة.                                                                               |
| كفاءة عرض النطاق         | بت/ثانية/هرتز                             | معدّل المعلومات الذي يُمكن نقله باستعمال عرض نطاق ما ضمن قناة الاتصالات.                                                                                     |
| نسبة الإشارة إلى الضجيج  | لا يوجد واحدة، يُمكن التعبير عنها بالديسبل | نسبة بين استطاعة الإشارة المدورسة إلى استطاعة الضجيج في قناة الاتصالات.                                                                                    |
| مُعدّل خطأ البت            | نسبة مئويّة                                | نسبة عدد البتات المنقولة بشكل خاطئ إلى عدد البتات الإجمالي المنقول عبر قناة الاتصالات.                                                                     |
| زمن التأخير              | ثانية                                     | يشمل حساب زمن التأخير قياس زمن الانتشار، وهو الزمن اللازم لانتقال جبهة الإشارة عبر قناة الاتصالات وزمن النقل وهو الوقت المُنقضي منذ بدء الإرسال حتى نهايته. |
| تأرجّح التأخير            | ثانية                                     | هو الانحراف المعياريّ لقيمة زمن التأخير. |

## وصلات خارجيّة
- قنوات الاتصال وخواصها مقالة عن مبائ ومفاهيم قنوات الاتصال.
- اصطلاحات قنوات الاتصال قائمة بمعاني الكلمات المستخدمة مع قنوات الاتصالات، من اللجنة الكهروتقنية الدولية.